# Устьянчики
Устья́нчики (рос. Устьянчики) — присілок у складі Алапаєвського міського округу (Алапаєвськ) Свердловської області.
Населення — 137 осіб (2010, 150 у 2002).
Національний склад населення станом на 2002 рік: росіяни — 97 %.